# Aero Boero AB-115
Aero Boero AB-115 é um aeronave monomotor, asa alta de treinamento produzido pela Aero Boero de 1969 a 1975. Com capacidade para dois pilotos, é amplamente utilizado nos aeroclubes e escolas de pilotagem do Brasil.

## Design
O AB-115 é uma aeronave mono-plano de asa alta e perfil NACA 23012. A asa e a nacele são feitas de liga de alumínio reforçado, e as pontas das asas feitas em fibra de vidro, enquanto o resto da fuselagem e empenagem são revestidos em tela com tratamento anticorrosivo, com sua estrutura em tubos de aço soldados.
A versão de treinamento, sendo esta a mais comum, contém dois assentos em configuração tandem, com o aluno-piloto no assento dianteiro, e o instrutor no assento traseiro. Atrás do assento traseiro há um compartimento para bagagens, com uma capacidade de no máximo 25 kg. O assento dianteiro possui um cinto de três pontos, enquanto o traseiro tem um cinto simples, abdominal. Ambos os ocupantes entram e saem por uma única e larga porta no lado direito da cabine.
Os comandos de voo são duplicados, sendo o manche central, manete de potência, pedais do leme e do freio mecanicamente conectados aos do assento traseiro. O manche e a manete de potência do assento traseiro podem ser removidos para levar passageiros.
Os comandos de voo primário são atuados por cabos e polias. Os ailerons são fabricados de liga de alumínio, enquanto o leme e profundor são feitos de tubos de aço revestidos em tela. Os flapes tem quatro posições (0º, 15º, 30º e 45º), e são atuados mecanicamente por uma alavanca na parte superior esquerda da cabine. O compensador do profundor está localizado no bordo de saída do mesmo, e é atuado por uma alavanca do lado esquerdo da cabine. O leme e o aileron esquerdo também possuem abas de compensador, porém estes só podem ser ajustados em solo.
Um motor Lycoming O-235-C2A arrefecido a ar, 115 hp, gira uma hélice metálica passo fixo de duas pás, modelo Sensenich 72 CK-050. O sistema de injeção de combustível utiliza um carburador FACET MA 3PA, equipado com aquecimento de carburador. O motor também é equipado com um alternador Prestolite, dois magnetos Bendix Scintilla S5LN e um motor de arranque Prestolite. O lubrificante é armazenado no cárter. O sistema de lubrificação também inclui um radiador de óleo na entrada de ar do motor.
A capacidade de combustível é de 115 litros, sendo o combustível utilizável apenas 110 litros. O motor pode ser alimentado com Avgas de 80/87, 100LL ou 100/130 octanas. São dois tanques de combustível feitos de alumínio, fixados por cintos metálicos na raiz de cada lado da asa. A quantidade de combustível é medida por dois vidros mostradores separados, um em cada lado da cabine. Há também duas seletoras de combustível, uma para cada tanque, podendo ser independentemente abertas ou fechadas.
A aeronave possui trem de pouso do tipo convencional. Cada uma das rodas do trem principal é fixada em três pontos: duas juntas articuladas, e um amortecedor. As rodas são feitas de liga de alumínio e magnésio, equipadas com freios independentes atuados hidraulicamente. A aeronave, entretanto, não possui freio de estacionamento - quando estacionada, deve ser necessariamente calçada. A bequilha é conectada ao leme por duas molas, mas também pode girar livremente quando destravada.
O painel de instrumentos é relativamente simples, sendo o AB-115 utilizado para treinamento de voo básico. Os instrumentos de voo são um velocímetro, altímetro, VSI e coordenador de curvas (pau e bola). Os instrumentos de motor são um tacômetro, dois instrumentos para pressão e temperatura do óleo e um amperímetro para o alternador. Para navegação, há uma bússola. O painel também possui um rádio Bendix/King VHF, e um transponder Bendix/King. A cabine é equipada com uma luz, que é ligada pelo mesmo interruptor das luzes de navegação, e sua luminosidade pode ser ajustada por um potenciômetro. A aeronave é também equipada com duas luzes para pouso, ambas no bordo de ataque da asa esquerda, mas estas não podem ser utilizadas continuamente por mais de cinco minutos.

## Variantes
- AB-115: Variante original de treinamento;
- AB-115BS: Variante utilitária e ambulância;
- AB-115/150: Variante com motor Lycoming O-320, de 150 hp (111 kW).[4]

## Especificações (AB-115BS)
Dados de Jane's All The World's Aircraft 1976–77 e Manual Técnico do AB-115.
Características Gerais
- Tripulantes: 1 (piloto)
- Capacidade: 1 (passageiro/aluno)
- Comprimento: 7.27 m (23 ft 10 in)
- Envergadura: 10.72 m (35 ft 2 in)
- Altura: 2.10 m (6 ft 11 in)
- Área Alar: 16.47 m² (177.3 sq ft)
- Alongamento: 7.05:1
- Aerofólio: NACA 23012
- Peso Vazio: 530 kg (1.168 lb)
- Peso Máximo de Decolagem (MTOW): 770 kg (1.698 lb)
- Capacidade de Combustível: 130 L
- Motor: 1x Lycoming O-235-C2A, quatro cilindros opostos, refrigerado a ar, 115 hp (86 kW);
- Hélice: Sensenich 72CK-050, bipá, metálica, passo fixo.

Desempenho
- Velocidade Máxima: 210 km/h (130 mph; 110 kn) a nível do mar;
- Velocidade de Cruzeiro: 188 km/h (117 mph; 102 kn) a nível do mar;
- Velocidade de Estol: 72 km/h (45 mph; 39 kn);
- Alcance: 960 km (520 nmi);
- Carga Alar: 47.1 kg/m2 (9.6 lb/sq ft)
- Teto de Serviço: 5.200 m (17.100 ft)
- Razão de Subida: 5.1 m/s (1.000 ft/min);
- Relação Peso-Potência: 8.98 kg/kW (14.77 lb/hp)
- Distância de Decolagem: 115 m (377 ft), em MTOW;
- Distância de Pouso: 45 m (148 ft), com frenagem total.